# Casa Brinkerhoff-Becker
La Casa Brinkerhoff-Becker, también conocida como Casa Becker-Stachlewitz, fue construida como una casa privada y está ubicada en 601 West Forest Avenue de la ciudad de Ypsilanti, en el suroriente del estado de Míchigan. Fue designado Sitio Histórico del Estado de Míchigan en 1977 y se incluyó en el Registro Nacional de Lugares Históricos en 1982. 

## Historia
La Casa Brinkerhoff-Becker se construyó entre 1863 y 1869, probablemente para Hezekiah H. Brinkerhoff, un agente de seguros y bienes raíces. Los Brinkerhoff vivieron en la casa hasta la muerte de Ezequías en 1885; su viuda y Sarah E. Brinkerhoff, continuaron siendo propietarias de la propiedad hasta 1890. Finalmente fue comprado por J. M. B. Sill, uno de los primeros directores de la Escuela Normal del Estado de Míchigan (ahora Universidad de Míchigan Oriental). Charles J. Becker compró la casa en 1891 y la remodeló para incluir la torre prominente.  La familia Becker vivió allí hasta aproximadamente 1918. Posteriormente fue remodelado en departamentos.
La casa es actualmente propiedad de la Universidad de Míchigan Oriental y está dividida en cuatro apartamentos.

## Descripción
La casa Brinkerhoff-Becker es una estructura de dos pisos y medio de estilo Reina Ana. Tiene un techo a cuatro aguas con prominentes hastiales de tejas en la parte delantera, lateral y trasera que exhiben adornos a dos aguas con motivos de rayos de sol y paneles de borde. Los porches cubren las entradas en dos lados y exhiben postes torneados y bandas decorativas de husillos en las partes superiores. La característica arquitectónica más reconocible de la casa es la torre redonda en la esquina. La torre tiene un piso inferior de ladrillos y un piso superior coronado por un domo. Este está revestido con tejas de madera y tiene una estructura octógonal.